# Scaptochirus
Scaptochirus és un gènere de tàlpids asiàtics. Conté dues espècies, una de les quals està extinta i visqué durant el Plistocè a la Xina (Scaptochirus primitivus). L'espècie actual, el talp de musell curt, també és endèmica de la Xina.